# Tetrapterys chloroptera
Tetrapterys chloroptera är en tvåhjärtbladig växtart som beskrevs av José Cuatrecasas. Tetrapterys chloroptera ingår i släktet Tetrapterys och familjen Malpighiaceae. Inga underarter finns listade i Catalogue of Life.